# Лев (герцог Неаполя)
Лев (лат. Leo, итал. Leone; умер не ранее 834) — герцог Неаполя в 834 году.

## Биография
О Льве упоминается в нескольких раннесредневековых источниках, в том числе, в написанной Иоанном Диаконом второй части «Деяний неаполитанских епископов» и в «Хронике герцогов Беневенто, Салерно, Капуи и Неаполя».
Лев был единственным сыном неаполитанского герцога Бона, скоропостижно скончавшегося 9 января 834 года. Хотя Бон правил Неаполитанским герцогством только полтора года, благодаря своим победам над беневентцами он сумел заслужить любовь и уважение подданных. Это позволило Льву беспрепятственно унаследовать после смерти отца герцогский титул. Вероятно, он попытался продолжать политику своего предшественника (в том числе, оставил под стражей неаполитанского епископа Тиберия, выступавшего против союза Бона с сарацинами).
Однако уже вскоре среди неаполитанской знати началась борьба за влияние на нового правителя, а беневентский князь Сикард начал готовить новый поход на Неаполь. В этих условиях Лев, в отличие от отца не обладавший выдающимися талантами политика и военачальника, не смог удержать власть над герцогством. В сентябре того же года он был свергнут своим тестем Андреем II, дочь которого Евпраксия была его супругой.
О дальнейшей судьбе Льва сведений в исторических источниках не сохранилось. Иоанн Диакон писал, что Евпраксия, жена Льва, стала в 840 году женой узурпатора Контарда, но уже через три дня погибла вместе со своим новым супругом от рук неаполитанцев, разъярённых убийством её отца Андрея II.